# مقاطعة بيجار
مقاطعة بیجار (بالفارسية: شهرستان بیجار) هي مقاطعة تقع في إيران في كردستان. يقدر عدد سكانها بـ 95,461 نسمة .